# كلية الطب البيطري بجامعة جورجيا
كلية الطب البيطري بجامعة جورجيا (بالإنجليزية: University of Georgia College of Veterinary Medicine)‏ هي كلية داخل جامعة جورجيا (UGA) في أثينا، جورجيا بالولايات المتحدة وهي من بين أحسن 10 مدارس بيطرية بالبلاد.

## الأقسام
أكثر من 173 أستاذ يشكلون أعضاء هيئة التدريس في أقسام للكلية البيطرية التالية:
- الثروة الحيوانية
- المختبرات التشخيصية
- المصادر التعليمية
- أمراض معدية
- طب وجراحة الحيوانات الكبيرة
- علم الأمراض
- علم وظائف الأعضاء وعلم الأدوية
- صحة السكان
- مركز تشخيص وبحوث الدواجن
- طب وجراحة الحيوانات الصغيرة
- دراسة تعاونية لأمراض الحياة البرية الجنوبية الشرقية (SCWDS)
- مستشفى تعليمي
- العلوم البيولوجية البيطرية والتصوير التشخيصي

## درجات العروضة

### الشهادات العليا
تقدم الكلية البيطرية الشهادات العليا التالية:
- ماجستير في طب الطيور (MAM) (DVM هو شرط أساسي لهذه الدرجة)
- ماجستير في صحة الطيور والطب (MAHM) (DVM هو شرط أساسي لهذه الدرجة)
- ماجستير في صحة الحيوان وإدارة الغذاء (MFAM )
- ماجستير في العلوم (MS) و دراسات تطبيقية في العلوم البيطرية والطبية الحيوية ، المصممة للتأكيد على المناهج متعددة التخصصات في البحث الطبي الحيوي.
- دكتوراه في الطب البيطري ( DVM )
- دكتوراه في الأمراض المعدية
- دكتوراه في علم الأمراض (DVM هو شرط أساسي لهذه الدرجة)
- دكتوراه في علم الأدوية
- دكتوراه في علم وظائف الأعضاء
- دكتوراه في علم السموم

تقدم الكلية أيضًا برنامج تدريب علماء الطب البيطري (VMSTP) حيث يحصل الطلاب في نفس الوقت على دكتوراه في الطب البيطري و دكتوراه علوم.
الدرجات وبرنامج DVM-MPH ثنائي الدرجة يحصل فيه الطلاب على درجتي دكتوراه في الطب البيطري و ماستر في الصحة العامة.